# Tiron spiniferus
Tiron spiniferus är en kräftdjursart som först beskrevs av William Stimpson 1853.  Tiron spiniferus ingår i släktet Tiron och familjen Synopiidae. Inga underarter finns listade i Catalogue of Life.